# لورایدر

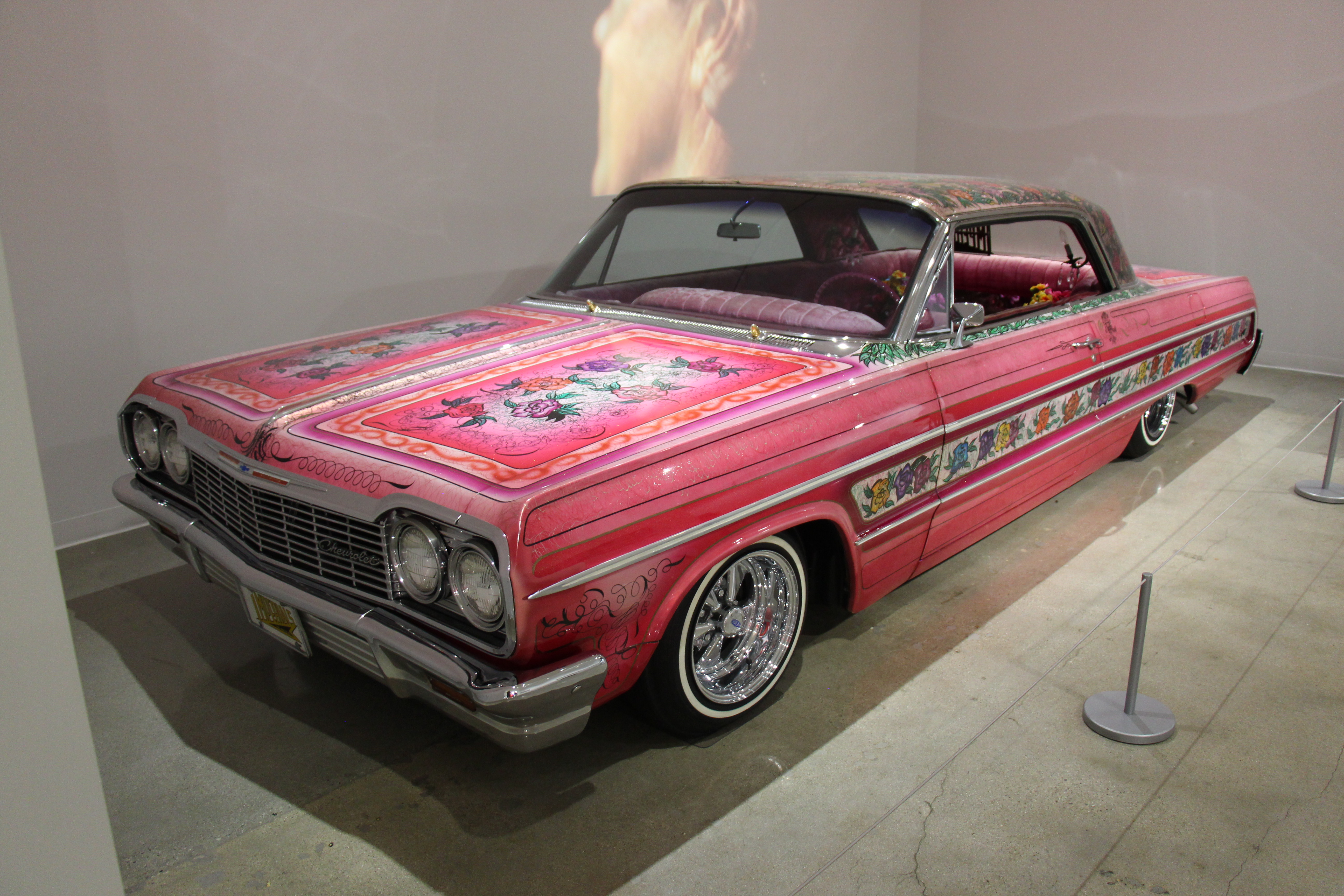
۱۹۶۴ شورلت ایمپالا با نام «جیپسی رز» متعلق به جسی والادز در موزه خودرو پترسن به نمایش گذاشته شد. این یکی از نمادین‌ترین لورایدرهایی است که تاکنون ساخته شده است.

لورایدر (به انگلیسی: Lowrider) یا لو رایدر خودرویی سفارشی با بدنه پایین است که در دهه ۱۹۴۰ در میان جوانان آمریکایی مکزیکی ظاهر شد. لورایدر همچنین به راننده ماشین و شرکت آنها در باشگاه‌های اتومبیلرانی پایین اشاره دارد که بخشی از فرهنگ Chicano باقی مانده و از آن زمان در سطح بین‌المللی گسترش یافته است. این وسایل نقلیه سفارشی نیز آثار هنری هستند، که عموماً با طرح‌های پیچیده و رنگارنگ، ویژگی‌های زیبایی‌شناسی منحصربه‌فرد، و چرخاندن روی چرخ‌های سیمی با لاستیک‌های دیوار سفید رنگ‌آمیزی می‌شوند.
رینگ‌های لورایدر معمولاً کوچک‌تر از چرخ‌های اصلی هستند. آنها اغلب مجهز به سامانه‌های هیدرولیکی هستند که امکان تعلیق قابل تنظیم ارتفاع را فراهم می‌کند و به خودرو اجازه می‌دهد تا با سوئیچ پایین یا بلند شود. این پس از غیرقانونی شدن lowriding در کالیفرنیا و هدف گرفتن بلیط توسط پلیس ایجاد شد. ممنوعیت‌های Lowriding به‌عنوان تبعیض‌آمیز نسبت به فرهنگ چیکانو و لاتین تبارها شناخته شده است. قانون ایالتی خواستار حذف آنها در سال ۲۰۲۲ شد و برخی از شوراهای شهر محلی این کار را انجام دادند.

## منشأ و هدف
خودروی لورایدر هیچ هدف عملی فراتر از یک خودروی استاندارد ندارد. فرهنگ اتومبیل لورایدر در لس آنجلس، کالیفرنیا، در اواسط تا اواخر دهه ۱۹۴۰ و در طول رونق پس از جنگ در دهه ۱۹۵۰ آغاز شد. در ابتدا، برخی از جوانان مکزیکی-آمریکایی بلوک‌ها را پایین می‌آوردند، کلاف‌های فنری را می‌بردند، قاب‌ها را می‌زدند. و دوک‌ها را رها کرد. هدف پایین سواران این است که تا حد امکان به آرامی حرکت کنند، شعار آنها «کم و آهسته» است. با طراحی مجدد این خودروها به شیوه‌هایی که برخلاف اهداف مورد نظرشان است و با رنگ‌آمیزی خودروهایشان به گونه‌ای که آنها معانی فرهنگ مکزیکی-آمریکایی را منعکس کنند و دربر گیرند، اظهارات فرهنگی و سیاسی را ایجاد می‌کنند که برخلاف فرهنگ رایج انگلیسی است.

## مسائل حقوقی

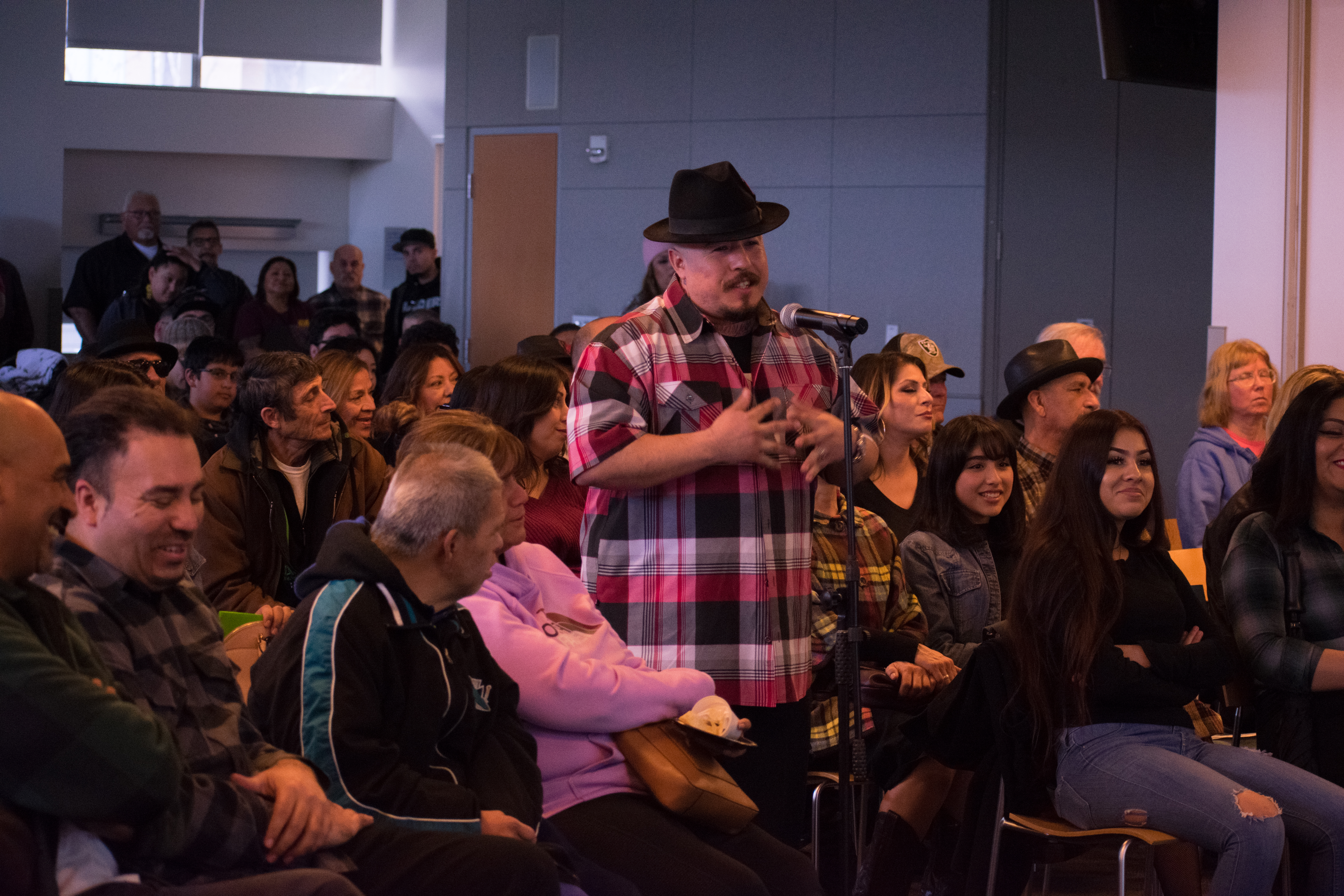
کنفرانس عمومی فرهنگ و جامعه لورایدر در سن خوزه، کالیفرنیا (۲۰۱۹). این شهر جزو اولین شهرهایی بود که ممنوعیت خود را در سال ۲۰۲۲ لغو کرد.

افزایش محبوبیت منجر به واکنش شدید شد: تصویب بخش ۲۴۰۰۸ از کد خودروی کالیفرنیا در ۱ ژانویه ۱۹۵۸، که استفاده از خودروهای اصلاح شده را غیرقانونی می‌کرد به طوری که هر قسمتی از قسمت پایینی رینگ چرخ‌های آن پایین‌تر بود. در سال ۱۹۵۹، ران آگویر، مکانیک، راهی برای دور زدن قانون با نصب هیدرولیک پیدا کرد که می‌توانست شاسی فریم X جنرال موتورز را با چرخاندن سوئیچ بالا و پایین کند.
لورایدر در دهه‌های ۱۹۸۰ و ۱۹۹۰ رایج شد، و ممنوعیت‌هایی در بسیاری از شهرهای کالیفرنیا وضع شد. در سال ۲۰۰۹ کمی محبوبیت پیدا کرد، سپس به‌طور قابل توجهی در طول دنیاگیری کووید-۱۹ در ایالات متحده. در دهه ۲۰۲۰، فعالان استدلال می‌کردند که این عمل بی‌ضرر است و ممنوعیت آن صرفاً نتیجه تعصب علیه آمریکایی‌های مکزیکی-آمریکایی است. سن خوزه و ساکرامنتو در سال ۲۰۲۲ تحریم‌های خود را که به ترتیب در سال‌های ۱۹۸۶ و ۱۹۸۸ وضع شده بودند، لغو کردند. در سال ۲۰۲۲، مجلس ایالتی به اتفاق آرا قطعنامه‌ای را تصویب کرد که در آن از همه شهرهای باقیمانده دارای ممنوعیت (از جمله شهر ملی که در سال ۱۹۹۲ آن را ممنوع کرد) خواست تا آنها را لغو کنند.

## اضافه کردن سامانه تعلیق قابل تنظیم ارتفاع

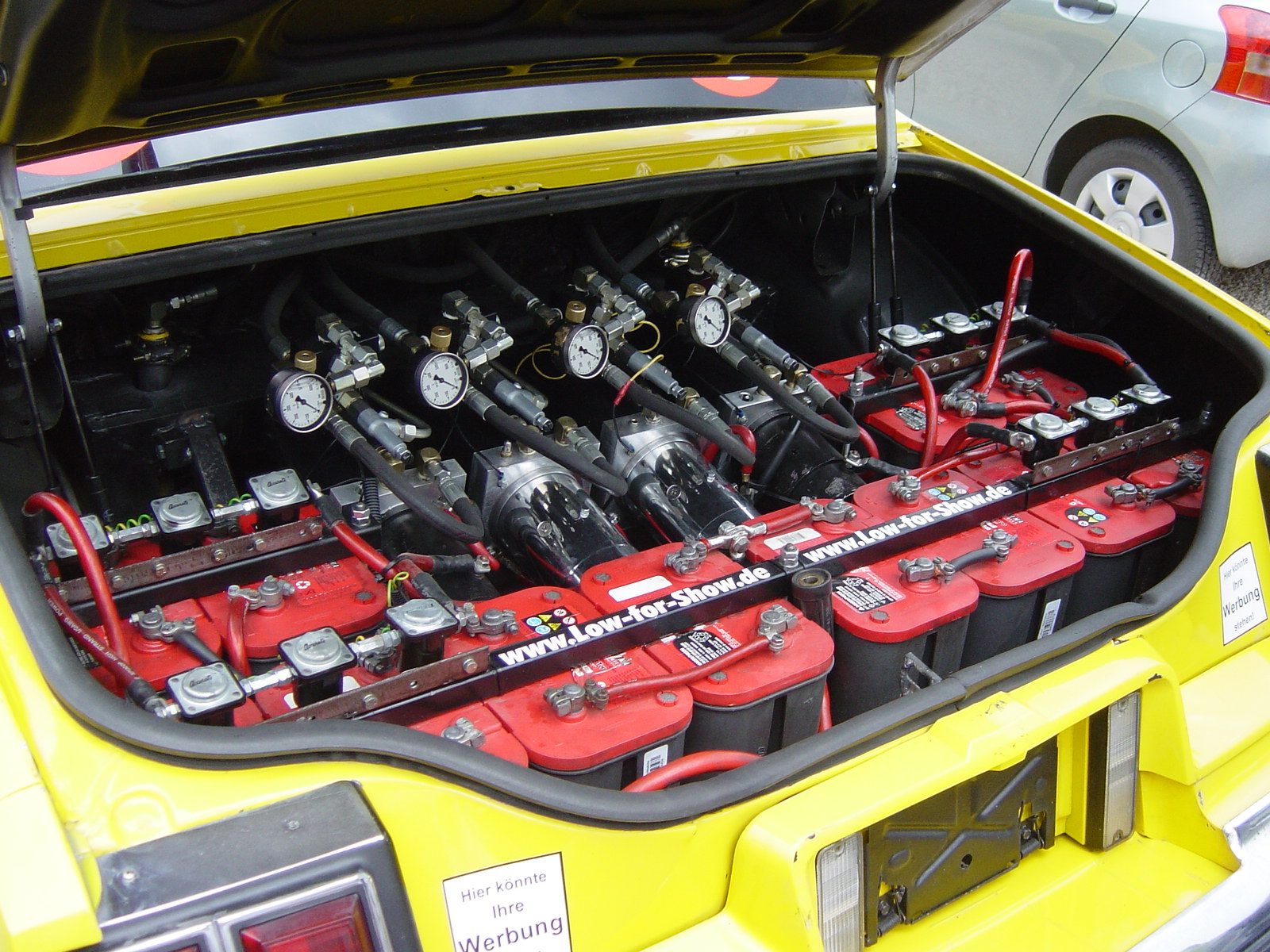
سامانه تعلیق هیدرولیک در صندوق عقب یک اولدزموبیل، دارای ۱۲ باتری و ۴ پمپ هیدرولیک. این سامانه برای پرش‌های مکرر راه اندازی شده است، در حالی که یک‌کم سواری که برای کروز طراحی شده است معمولاً از باتری‌ها و پمپ‌های کمتری استفاده می‌کند.

در سال ۱۹۵۹، شخصی‌سازی به نام ران آگویر راهی برای دور زدن قانون با استفاده از پمپ‌ها و شیرهای هیدرولیک Pesco ابداع کرد که به او اجازه می‌داد ارتفاع سواری را با تکان یک سوئیچ تغییر دهد. ران آگویر این اصلاح را با کمک پدرش پس از تصور این ایده ایجاد کرد. انگیزه آگیره این بود که از هدف قرار گرفتن با بلیت‌های ترافیکی خودداری کند، همان‌طور که پلیس محلی در شهر خود در ریالتو، کالیفرنیا پس از تصویب ممنوعیت در سراسر ایالت، مورد هدف قرار گرفته بود.

## نقش شورولت ایمپالا
در سال ۱۹۵۸ شورولت ایمپالا ظهور کرد که دارای یک قاب X شکل بود که برای پایین آوردن و اصلاح با هیدرولیک کاملاً مناسب بود. قاب استاندارد از نوع محیطی رها شد و با واحدی با ریل‌هایی که به شکل "X" کشیده شده بود جایگزین شد. شورولت ادعا کرد که قاب جدید استحکام پیچشی بیشتری را ارائه می‌دهد و امکان قرارگیری کمتر از محفظه سرنشین را فراهم می‌کند. این یک مرحله انتقالی بین ساخت قاب محیطی سنتی و بدنه/شاسی کاملاً متحد شده بعدی بود، ساختار بدنه در پانل‌های راکر و فایروال تقویت شد. این قاب به اندازه یک قاب محیطی سنتی در محافظت از ساختار داخلی در تصادفات برخورد جانبی مؤثر نبود.

## فرهنگ لورایدر

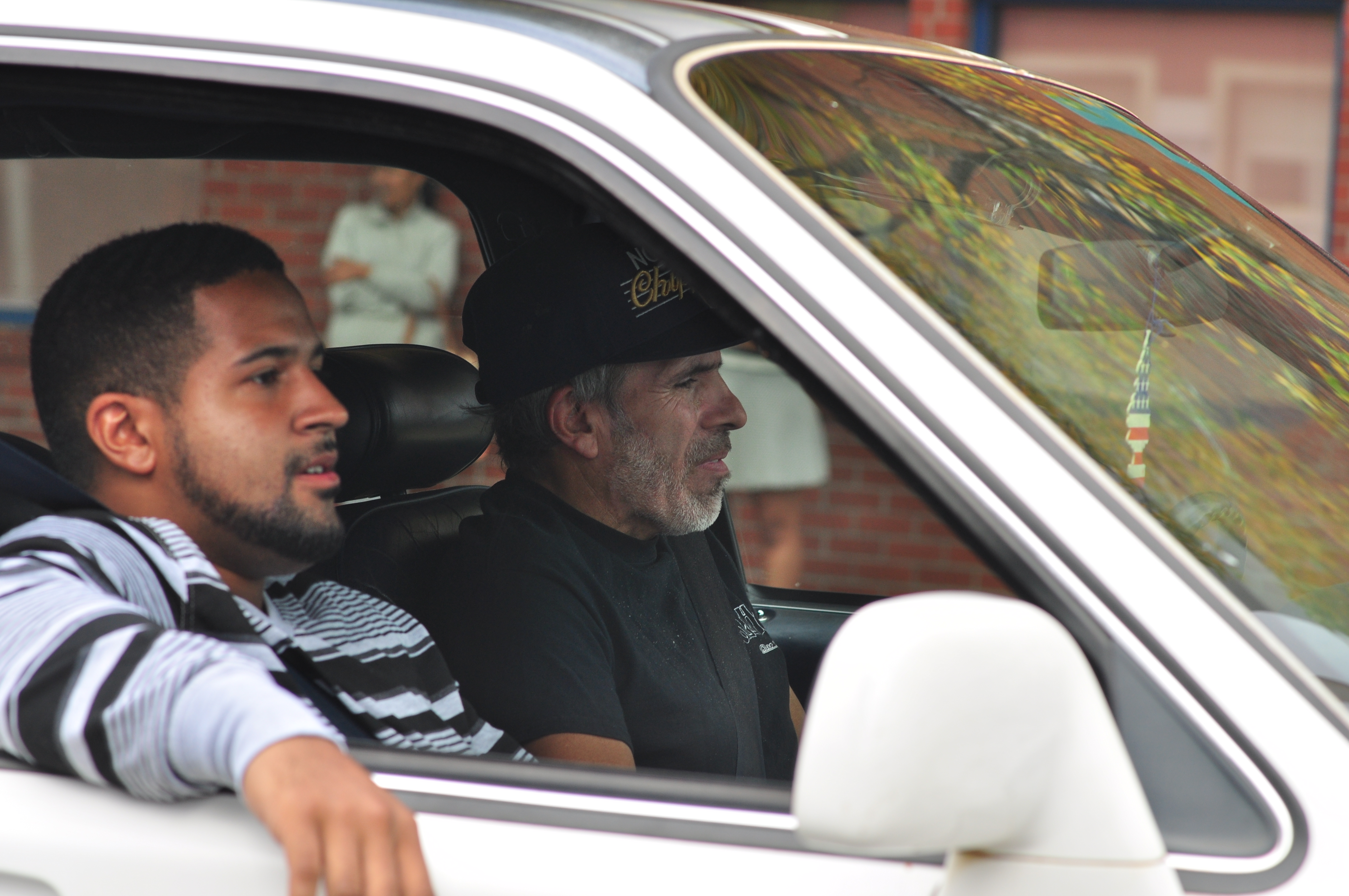
دو مرد در حال پایین آمدن در رژه Fiestas Patrias، پارک جنوبی، سیاتل (۲۰۱۵)

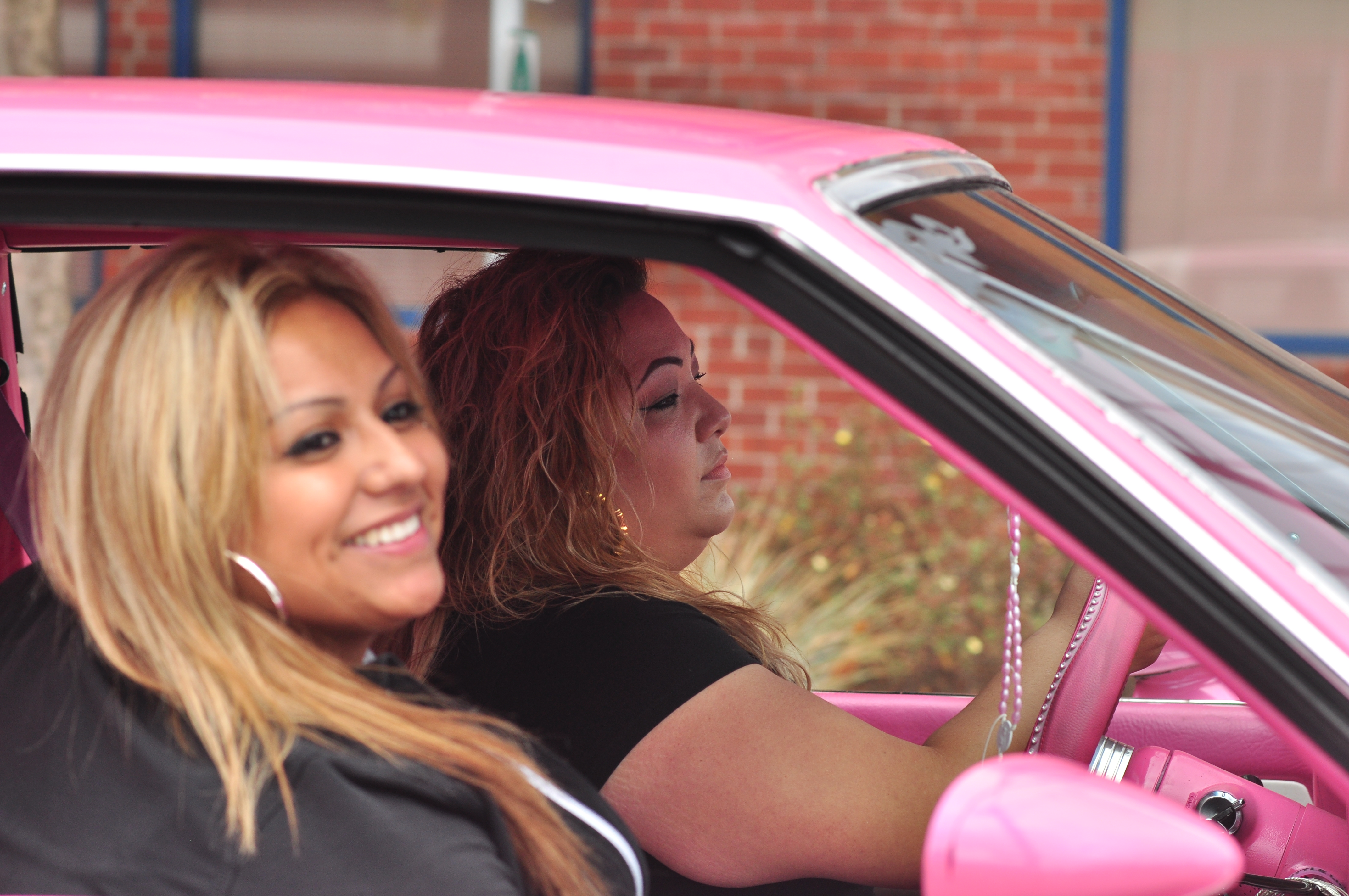
دو زن در حال پایین آمدن در رژه Fiestas Patrias، پارک جنوبی، سیاتل (۲۰۱۵)

بین سال‌های ۱۹۶۰ و ۱۹۷۵، سفارشی‌سازان، فریم‌های GM X، هیدرولیک و تکنیک‌های ایربراشینگ را برای ایجاد سبک مدرن لورایدر تطبیق داده و اصلاح کردند. لورایدینگ در کنار جنبش چیکانو در دهه‌های ۱۹۶۰ و ۱۹۷۰ رشد کرد.
در ابتدا، لورایدرها فقط در مکان‌هایی مانند لس آنجلس دیده می‌شد، به خصوص در دهه ۱۹۷۰ در بلوار Whittier وقتی که lowriding به اوج خود رسید. Whittier یک خیابان تجاری وسیع بود که از دیوار شهر در لس آنجلس، کالیفرنیا عبور می‌کرد. در طول دهه ۱۹۷۰، فرهنگ در سراسر دره مرکزی و مناطق سن خوزه کالیفرنیا گسترش یافت، با انتشار آهنگ R&B " Low Rider " توسط War، و ایجاد کلوپ‌های کم سوار مانند Carnales Unidos در سال ۱۹۷۵، و گسترش بیشتری یافت. با انتشار مجله Low Rider توسط دانشجویان ایالتی سن خوزه در سال 1977. در اوج خود در سال ۱۹۸۸، مجله Low Rider فروش ماهانه بیش از ۶۰٬۰۰۰ نسخه داشت. لورایدرها در سال ۱۹۷۹ در فیلم "شب‌های بلوار" به نمایش درآمد که برخی آن را به دلیل ارتباط دادن فرهنگ پایین سواری با باندهای خیابانی سرزنش کردند. صحنه پایین سواری با فرهنگ‌های مختلف شرکت کننده، ساخت وسایل نقلیه و سبک‌های بصری متنوع است. شهر اسپانیولا، نیومکزیکو به کانونی برای کم سواران خارج از کالیفرنیا تبدیل شد.

### ژاپن
فرهنگ Lowriding به ژاپن نیز گسترش یافته است.
جونیچی شیمودایرا به واردات و فروش این خودروها از طریق تجارت خود، جاده پارادایس ادامه می‌دهد. گسترش فرهنگ لورایدر و شهرت جاده پارادایس حتی توجه اد راث را به خود جلب کرد که به دلیل ایجاد اتومبیل‌های سفارشی مانند هات راد و یک چهره برجسته در Kustom Kulture مشهور است. از زمان معرفی کم رایدرها در ژاپن و ظهور کم رایدرها در ژاپن در سال ۲۰۰۱، تخمین زده می‌شود که هنوز ۲۰۰ باشگاه خودرویی مرتبط با صحنه پایین‌رایدر وجود دارد که هنوز هم تا به امروز فعال هستند.

### در فرهنگ عامه
در دهه ۱۹۹۰، کم سواران به شدت با فرهنگ هیپ هاپ و جی فانک ساحل غربی مرتبط شدند. مک ۱۰، دکتر دره، اسنوپ داگ، گیم، Warren G، South Central Cartel، ایزی-ئی، Above the Law و جان سینا (در یک موزیک ویدیوی "Right Now") در میان سایرین، سواران پایین را به‌طور برجسته در موزیک ویدیوهای خود نشان دادند.
- 1948 شورولت فلیت‌لاین «بمب» لورایدر
- تست یک سامانه هیدرولیک شورولت ایمپالا ۱۹۶۴
- ۱۹۸۸ کادیلاک فلیت وود بروگام لورایدر
- شورولت واگن لورایدر مجهز به سامانه تعلیق هیدرولیک
- کادیلاک فلیت‌وود مدل ۱۹۹۴ با سه چرخ در جریان رژه Fiestas Patrias، پارک جنوبی، سیاتل، واشینگتن
- پیکاپ GMC Sonoma مدل ۱۹۹۱ که به سبک پایین رایدر تغییر یافته است